# Graphium batjanensis
Graphium batjanensis is een vlinder uit de familie van de pages (Papilionidae). De wetenschappelijke naam van de soort is voor het eerst geldig gepubliceerd in 1984 door Okano. Deze naam wordt wel beschouwd als een synoniem van Graphium stresemanni.